# Едібе Сьозен
Едібе Сьозен (тур. Edibe Sözen; нар. 1 січня 1961, Сівас, Туреччина) — турецький социолог і політик, ректор.

## Біографія
Народилася 1 січня 1961 року в Сівасі в сім'ї Догана Сьозена та його дружини Невзаде. Внучата племінниця Нуреттіна Сьозена — турецького політика, який був членом Республіканської народної партії, і обіймав посаду мера Стамбула.
1982 року закінчила університет Мармара зі ступенем бакалавра. Здобула ступінь магістра та доктора філософії у Стамбульському університеті. Завершила своє навчання у Вісконсінському університеті в Мадісоні.
З 1994 року викладала соціологію у Стамбульському університеті. Також викладала в США в університетах Юти, Аризони та Чикаго, та у німецькому Кельні. Обіймала посаду віцедекана в Стамбульському університеті.
Опублікувала вісім книг.
2006 року залишила викладацьку кар'єру та зайнялася політикою. Вступила в Партію справедливості та розвитку.
2007 року обрана членом Великих національних зборів від провінції Стамбул.
2008 року внесла законопроєкт про захист молоді. Відповідно до нього, неповнолітнім заборонялося відвідувати ресторани після 22:00, нічні клуби мали закриватися опівночі, у всіх школах передбачалося створення місць для молитов, також мав вестися облік усіх покупців порнографічних журналів. Після повідомлення про цей законопроєкт у медіа, він зазнав широкої критики. Сьозен заявила, що цей закон був розроблений на основі аналогічних законів, які існують у законодавстві Німеччини, і його ухвалення — це спроба привести Туреччину до європейських стандартів. Конституційний суд Туреччини заявив, що цей законопроєкт є загрозою секуляризму та може позбавити Партію справедливості та розвитку державного фінансування. Після того, як голова партії Реджеп Ердоган піддав законопроєкт критиці, а низка інших лідерів партії дистанціювалися від цього закону, авторка заявила, що його не вноситимуть на розгляд до парламенту.
2012 року на партійному конгресі обрана в ЦК партії, а також влаштувалася проректором в університеті в Газіантепі.
2014 року балотувалася на посаду голови Малтепе, але програла вибори супернику з Республіканської народної партії.
2019 року призначена ректором університету в Газіантепі. 2022 року призначена ректором університет Малтепе.